# Källbyös naturreservat
Källbyös naturreservat är ett naturreservat i Götene kommun i Västra Götalands län.
Området är naturskyddat sedan 2024 och är 75 hektar stort. Reservatet omfattar några öar i Kinneviken i Vänern och består av barrskog med inslag av lövskog, alsumpskog, mader och betesmark. 